# Mesochorus illustris
Mesochorus illustris är en stekelart som beskrevs av Schwenke 1999. Mesochorus illustris ingår i släktet Mesochorus och familjen brokparasitsteklar. Inga underarter finns listade i Catalogue of Life.